# 제임스 R. 슐레진저
제임스 로드니 슐레진저(영어: James Rodney Schlesinger, 1929년 2월 15일 ~ 2014년 3월 27일)는 미국의 정치가이자 경제학자이다. 1971년부터 2년간 미국 원자력 위원회 위원장을 지냈다. 1973년 2월에는 CIA국장에 임명되어 5개월간 그 자리에 있었다. 이어서 1973년 7월부터 1975년까지 미국 국방장관을 지냈었다. 지미 카터행정부 시절이었던 1977년에는 초대 에너지부 장관을 2년간 지냈다. 국방장관 재임시절 징병기피자 사면에 반대했었고 A-10 공격기 도입사업을 지원했었고 경량 전투기 도입사업이 완료될 수 있도록 했다. 당시 경량 전투기 도입사업은 YF-17(후에 F-18)과 YF-16(후에 F-16)이 경쟁했는데 결국 YF-16이 채택되었다. 대한민국에는 1975년 8월 방문하였다.

## 학력
- 1946년 ~ 1950년 : 하버드 대학교 (경제학 학사)
- 1950년 ~ 1952년 : 하버드 대학교 대학원 (경제학 석사)
- 1952년 ~ 1955년 : 하버드 대학교 대학원 (경제학 박사)

## 어린 시절, 경력
슐레진저는 뉴욕시에서 출생했다. 어머니는 러시아계 유대인 이민자였던 레아 릴리안이었고 아버지는 오스트리아계 유대인이었던 줄리어스 슐레진저였다. 호레이스 맨 학교를 졸업했었고 이어서 하버드 대학에 입학하여 경제학 학사, 석사와 박사 학위를 취득했다. 1955년부터 1963년까지 버지니아 대학교에서 경제학 교수로 재직했다. 1960년에 '국가안보의 정치경제학(영어:The Political Economy of National Security)를 출간했다. 1963년에는 싱크탱크 연구소인 랜드연구소로 직장을 옮겼다. 그 곳에서 1969년까지 근무 했다.

## 닉슨 행정부 시절
닉슨 행정부 시절이었던 1969년 그는 행정 예산국 부국장직을 맡았다. 부국장직 재임기간 동안 그는 국방문제에 그의 시간 대부분을 투자했다. 닉슨 대통령은 1971년에 그를 미국 원자력 위원회 위원장으로 임명했다. 이 직책에서 1년 반 동안 그는 기관의 조직을 더 확장했으며 운영상의 변화를 개선하면서 원자력위원회의 변화를 유도했었다.

## CIA국장 시절 (1973.2~1973.7)
1973년 2월 2일 그는 CIA국장으로 임명되었다. 전임 국장은 리처드 헬름스였다. 헬름스는 워터게이트 사건 조사를 차단하라는 닉슨 대통령의 지시에 거부하여 해임되었었다. 슐레진저는 CIA국장으로 임명되기 전까지는 정보부에 대해서는 경험이 전무했었다. 그러나 그는 5개월 동안 재직하면서 전체 직원 중 일부를 감축했다. 또한 1953년부터 1972년까지 요원들의 비밀활동을 정리한 '가족의 보석'이라는 암호명으로 불렸던 문서를 작성하게 했었다.

## 슐레진저의 가족
슐레진저는 1954년에 레이첼 멜린저(1930년 2월 27일 ~ 1995년 10월 11일)와 결혼했다. 이들 부부하에 8명의 자녀들{코라(1955년생), 찰스(1956년생, 앤(1958년생), 윌리엄(1959년생), 에밀리(1961년생), 토마스(1964년생), 클라라(1966년생), 제임스(1970년생)}이 있다. 또한 5명의 손자들(에밀리(1981년생), 앤드류(1984년생), 플레너(1990년생), 릴리(1993년생)이 있다. 현재 알링턴에 거주하고 있다.